# Fumana thymifolia
Fumana thymifolia, el tomillo morisco o jara tomillo, es una planta de la familia de las cistáceas, distribuida por el Mediterráneo Occidental. Crece preferentemente, sobre suelos muy pobres de areniscas o margas.

## Descripción
Pequeño arbusto que alcanza entre 30 a 50 cm de altura, de tallos erguidos y hojas lineares, pequeñas, las superiores se disponen de forma alterna, las inferiores opuestas. Frecuentemente aparecen grupos de hojas formando fascículos. Las flores son hermafroditas, pediceladas, reunidas en inflorescencias de 3 a 6 flores, con 5 sépalos verdes, 5 pétalos amarillos, numerosos estambres y con un pistilo con el estilo desarrollado, Fruto seco, tipo cápsula. Florece desde finales del invierno y en primavera y fructifica en primavera.

## Distribución
Se encuentra en matorrales y tomillares en lugares soleados, algo térmicos, y suelos pedregosos o no, en substratoscalizos o descarbonatados. Toda la región mediterránea. Las Baleares y casi toda la península ibérica, excepto en el NW y en la Cornisa Cantábrica;

## Propiedades
Usada como diurético, en Málaga se toma la planta entera en cocimiento.

## Taxonomía
Fumana thymifolia fue descrita por (L.) Spach ex Webb y publicado en Annales des Sciences Naturelles; Botanique, sér. 2, 6: 271. 1836.
Citología
Número de cromosomas de Fumana thymifolia (Fam. Cistaceae) y táxones infraespecíficos
2n=32
Etimología
Fumana: nombre genérico dado por Thomas Bartholin (1673) que llamó Herba fumana a lo que luego Linneo nombró Cistus Fumana L., quizá por su aspecto grisáceo, como ahumado (del latín fumus = "humo".
thymifolia: epíteto latino que significa "con hojas similaresa al género Thymus".
Sinonimia
- Cistus glutinosus L.
- Cistus laevis Cav.
- Cistus thymifolius L.
- Fumana barrelieri (Ten.) Rouy & Foucaud
- Fumana glutinosa (L.) Boiss.
- Fumana glutinosa f. barrelieri (Ten.) Pau
- Fumana hispidula Loscos & J.Pardo
- Fumana viridis (Ten.) Sennen
- Fumana viscida Spach
- Fumanopsis glutinosus (L.) Pomel
- Fumanopsis laevis (Cav.) Tzvelev
- Fumanopsis thymifolia (L.) Fourr.
- Helianthemum barrelieri Ten.
- Helianthemum glutinosum Pau
- Helianthemum laeve Rchb. ex Nyman
- Helianthemum thymifolium (L.) Dum.Cours.[8]

## Nombres comunes
- Castellano: edrea, hierba blanca, hierba de la sangre, hierba del Sillero, hierba del sillero, jara tomillo, jarilla, tomillo, tomillo borriquero, tomillo merino, tomillo morisco, tomillo moruno, zapaticos de la Virgen.[9]